# Ode (efternamn)
Ode är ett svenskt efternamn. I Sverige finns 118 personer med efternamnet Ode. 86 personer heter Odhe i efternamn och 26 personer stavar efternamnet Ohde (2017).

## Personer med efternamnet Ode
- Marcus Willén Ode (född 1972), tonsättare och litteraturvetare
- Bitte Alling-Ode (född 1940), författare, journalist och fotograf

## Släkt från Odensjö socken, Småland
En släkt med namnet härstammar från Karl Larsson Ode, 1802-1882, som är den förste i sin släkt att använda namnet. Namnet är från början ett soldatnamn kopplat till Odensjö socken. Fadern till Karl Larsson Ode bar däremot soldatnamnet Rask och bröderna till Ode tog sig soldatnamnen Mars och Glad.

## Övriga släkter
Efternamnet Ode förekommer i fler släkter med anknytning till platser med förledet "Oden", som till exempel Odensbacken eller Odensvi.